# Teatr im. Andreja Bagara

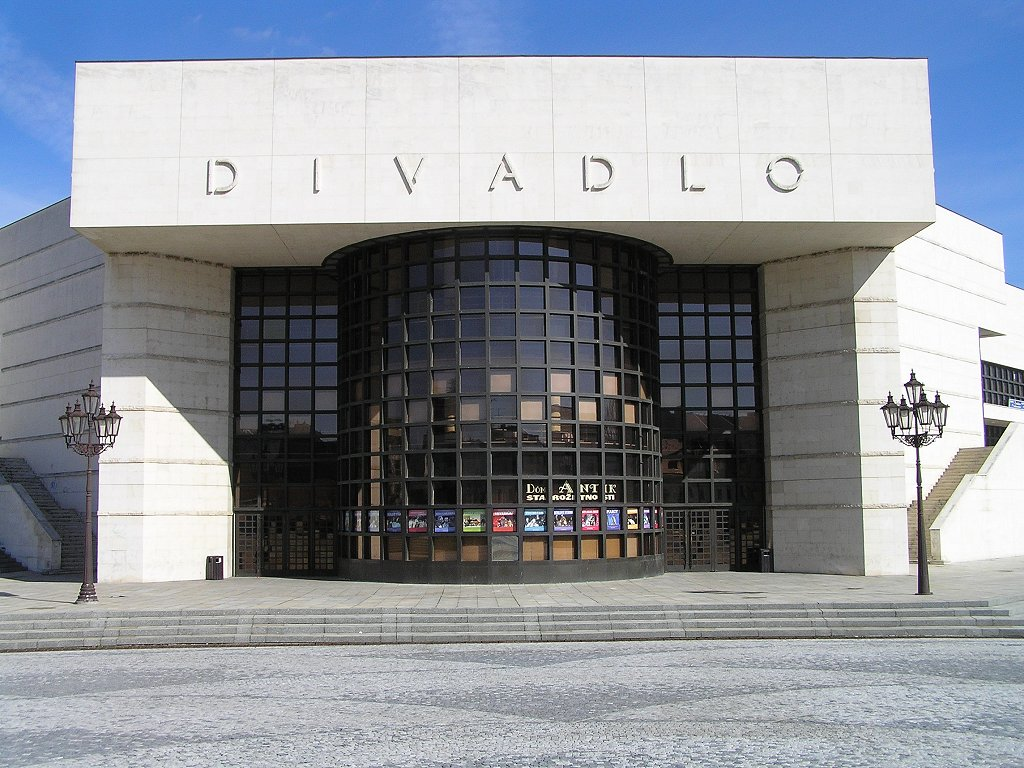
Teatr im. Andreja Bagara

Teatr im. Andreja Bagara (słow. Divadlo Andreja Bagara) – teatr zlokalizowany w Nitrze na Słowacji. Został otwarty w 1949 r. Dawniej był znany pod nazwami Nitrianske krajové divadlo i Krajové divadlo Nitra; od 1979 r. nosi imię aktora Andreja Bagara.